# Forza Motorsport 6
Forza Motorsport 6 is een racespel ontwikkeld door Turn 10 Studios en uitgegeven door Microsoft Studios voor de Xbox One. Het spel is het achtste deel van de Forza-serie en werd in Europa op 18 september 2015 uitgebracht. Op 1 maart 2016 kondigde Microsoft Forza Motorsport 6: Apex aan, een free-to-play-versie van het spel voor Windows 10.
Forza Motorsport 6 bevat nieuwe gameplay-elementen, zoals regen en het racen in de nacht. Daarnaast bevat het ook een nieuwe verhaalmodus genaamd "Verhalen van Motorsport", die ongeveer 70 uur aan gameplay biedt. Forza Motorsport 6 bevat meer dan 450 auto's, meer dan het dubbele van het aantal auto's in Forza Motorsport 5.
Bij de release werd het spel grotendeels positief ontvangen. Critici prijzen de nieuwe toevoegingen, content en weerseffecten van het spel.